# Marisol Padilla Sánchez
Marisol Padilla Sánchez (n. Los Angeles, Califòrnia, 7 de juny de 1973) és una actriu nord-americana.+ És coneguda principalment pels seus papers en dues pel·lícules nominades a l'Óscar, L. A. Confidential i Traffic. Usualment caracteritza a personatges hispans.

## Filmografia
| Any  | Títol                                   | Personatge        |
| ---- | --------------------------------------- | ----------------- |
| 1995 | Legend                                  | Maria             |
| 1996 | Men Behaving Badly "Jamie's in Love"    | Esperanza         |
| 1997 | The End of Violence                     | Mathilda          |
| 1997 | L. A. Confidential                      | Inez Soto         |
| 1998 | Simon Says                              | Avitel            |
| 1998 | Significant Others "Matters of Gravity" | Dona #2           |
| 1998 | The Adventures of Sebastian Col·le      | Dona en el desert |
| 1999 | Dementia                                | Luisa             |
| 1999 | Febre (Fever)                           | Soledad           |
| 2000 | Abans que fosquegi                      | Margarita Camacho |
| 2000 | Traffic                                 | Ana Sánchez       |
| 2004 | The Hillside Strangler                  | Christina Chávez  |
| 2004 | Dirty Dancing: Havana Nights            | Yolanda           |
| 2005 | In the Bathroom                         | Lila              |
| 2006 | In Justice "Crossing the Line"          | Lupe              |